# Союз ТМА-07М
«Союз ТМА-07М» — российский пассажирский транспортный пилотируемый космический корабль, на котором был осуществлён полёт к Международной космической станции троих участников экспедиции МКС-34/МКС-35. Это 120-й пилотируемый полёт корабля типа «Союз», начиная с первого полёта в 1967 году. Запуск корабля выполнен 19 декабря 2012 года, посадка спускаемого аппарата состоялась 14 мая 2013 года.

## Экипаж
- (ФКА) Роман Романенко (2-й космический полёт) — командир экипажа.
- (НАСА) Томас Маршбёрн (2) — бортинженер.
- (ККА) Кристофер Хэдфилд (3) — бортинженер.

## Дублёры
- (ФКА) Фёдор Юрчихин — командир экипажа.
- (НАСА) Карен Найберг — бортинженер.
- (ЕКА) Лука Пармитано — бортинженер.

## История
- 19 декабря 2012 года в 16:12 мск корабль стартовал к МКС[3][4].
- 21 декабря 2012 года в 18:09 мск корабль пристыковался к МКС[5].
- 14 мая 2013 года в 03:08 мск корабль отстыковался от МКС[6] и в 06:31 мск приземлился в Казахстане[7].